# ماریا گوساکووا
ماریا گوساکووا (روسی: Мари́я Ива́новна Гусако́ва؛ زادهٔ ۲ فوریهٔ ۱۹۳۱ – ۸ مهٔ ۲۰۲۲) اسکی‌باز صحرانوردی اهل اتحاد جماهیر شوروی سوسیالیستی بود.